# Bola de demolição
Uma bola rompedora a destruir um velho moinho em Dresden.
Bola de demolição (ou bola rompedora) é uma pesada bola de aço ou ferro, normalmente presa por um cabo a um guindaste, que é usada para a demolição de grandes edifícios. Foi bastante popular durante as décadas de 50 e 60. Várias companhias de demolição declararam ter inventado a bola rompedora, entretanto, não há um consenso sobre quem a usou primeiro.
Com a invenção de escavadores hidráulicos e outros maquinários, a bola de demolição tornou-se menos popular em demolições porque sua eficiência era menor comparada a escavadeiras de longo alcance. Embora seja o meio mais eficaz de demolir uma estrutura armada de concreto, seu uso tem diminuído bastante.

## Construção e design
Bolas de demolição modernas passaram por pequenas modificações, com a esfera de metal mudada para o formato de uma pera com uma porção do topo cortada. Este formato permite a bola ser mais facilmente puxada através de coberturas e paredes grossas de concreto após tê-las atravessado.
Bolas de demolição pesam de 450 a 5 mil quilos, aproximadamente. As bolas modernas são feitas de aço forjado, o que significa que o aço não é posto em uma moldura em estado moldável. Ela é formada sob pressão muito alta enquanto o aço está em brasa (mole, mas não derretido) para comprimi-la e fortalecê-la.

## Método de uso
Para demolir telhados e outras superfícies horizontais, a bola é tipicamente suspensa por uma longa corrente de aço presa a um gancho de um guindaste de lança sobre a estrutura; a presilha da corda é solta e a bola é capaz de cair livremente sobre a estrutura. Para demolir paredes, a bola é suspensa até a altura desejada em um guindaste e uma corda secundária de aço puxa a bola em direção a cabine do guindaste. A presilha da corda lateral é então solta e a bola balança como um pêndulo para atingir a estrutura. Outro método para demolição lateral é mover a lança do guindaste para acelerar a bola para atingir o alvo. Estes procedimentos são repetidos quantas vezes forem necessárias até a estrutura ser reduzida a ruínas que possam ser facilmente carregadas e transportadas. A demolição é executada inteiramente através da energia cinética da bola.